# Campeonato Cearense de Futebol da Segunda Divisão de 2015
O Campeonato Cearense de Futebol - Segunda Divisão de 2015 foi a 23ª edição do torneio, organizado pela Federação Cearense de Futebol. O Tiradentes-PI consagrou-se campeão nos pênaltis sobre o Uniclinic, após a final ter sido paralisada por mais de dois meses, devido o Uniclinic ter suspostamente escalado um jogador irregular durante a disputa da competição.
Por falta da documentação do Profut, o Tiradentes perdeu a vaga na Primeira Divisão Cearense em 2016. O Maracanã recusou a vaga, sendo cedida ao Itapajé. Após reviravolta, o Tiradentes conseguiu voltar à Primeira Divisão, tirando a vaga cedida ao Itapajé.
Em 15 de janeiro de 2016, a Federação Cearense de Futebol excluiu o Guarany de Sobral da Primeira Divisão por falsificação de certificados, cedendo a vaga novamente ao Itapajé.
Em 28 de janeiro de 2016, na sede da FCF, o TJDF-CE manteve o Guarany de Sobral na Primeira Divisão e, pela terceira vez, tirou a vaga cedida ao Itapajé, permanecendo na Segunda Divisão. O Itapajé garante que agora irá recorrer ao Supremo Tribunal de Justiça Desportiva (STJD).

## Regulamento
O Campeonato Cearense de Futebol de 2015 - Série B será disputada por 10 esquipes. Na primeira fase as 10 equipes se enfrentam em turno e returno. As duas melhores avançam para a final em jogo único, que será disputado na casa daquela que tiver feito a melhor campanha. Se houver empate na final, o título será decidido nos pênaltis. As duas finalistas subirão para a Série A do Cearense em 2016. 

Por desistirem da competição, Arsenal de Caridade e Trairiense são automaticamente as equipes rebaixadas, não havendo queda entre as dez equipes confirmadas na disputa. 
 
Os critérios para desempate em números de pontos são os seguintes, aplicados necessariamente na ordem em que aparecem: 

1. Maior número de vitórias; 

2. Melhor saldo de gols;

3. Maior número de gols pró;

4. Confronto direto (quando o empate for entre apenas duas equipes);

5. Sorteio.

## Classificação
| 1  | Uniclinic   | 38 | 18 | 11 | 5 | 2  | 34 | 12 | +22 |
| 2  | Tiradentes  | 38 | 18 | 11 | 5 | 2  | 42 | 21 | +21 |
| 3  | Maracanã    | 37 | 18 | 11 | 4 | 3  | 24 | 14 | +10 |
| 4  | Itapajé     | 32 | 18 | 9  | 5 | 4  | 32 | 21 | +11 |
| 5  | Barbalha    | 21 | 18 | 6  | 3 | 9  | 30 | 33 | -3  |
| 6  | Ferroviário | 21 | 18 | 6  | 3 | 9  | 24 | 28 | -4  |
| 7  | Crateús     | 21 | 18 | 5  | 6 | 7  | 24 | 27 | -3  |
| 8  | Crato       | 18 | 18 | 5  | 3 | 10 | 26 | 37 | -11 |
| 9  | Nova Russas | 12 | 18 | 3  | 3 | 12 | 18 | 45 | -27 |
| 10 | América^    | 7  | 18 | 2  | 5 | 11 | 19 | 35 | -16 |

| Resultados           | Resultados | Resultados | Resultados | Resultados | Resultados | Resultados | Resultados | Resultados | Resultados | Resultados |
|                      | AME        | BAR        | CRA        | CTO        | FER        | ITA        | MAR        | NRU        | TIR        | UNI        |
| -------------------- | ---------- | ---------- | ---------- | ---------- | ---------- | ---------- | ---------- | ---------- | ---------- | ---------- |
| América de Fortaleza | —          | 2–1        | 2–2        | 0–1        | 0–0        | 1–3        | 1–2        | 2–3        | 1–1        | 2–2        |
| Barbalha             | 2–0        | —          | 2–2        | 2–0        | 1–0        | 0–3        | 3–4        | 4–1        | 4–4        | 0–1        |
| Cratéus              | 0–0        | 1–0        | —          | 3–2        | 2–1        | 2–3        | 1–2        | 3–0        | 0–1        | 1–2        |
| Crato                | 2–0        | 2–3        | 2–0        | —          | 2–2        | 2–2        | 1–3        | 3–0        | 2–3        | 0–2        |
| Ferroviário          | 4–2        | 3–2        | 1–2        | 2–0        | —          | 0–1        | 0–1        | 2–1        | 0–2        | 1–2        |
| Itapajé              | 2–1        | 5–1        | 2–2        | 1–1        | 0–3        | —          | 1–0        | 3–0        | 2–2        | 0–1        |
| Maracanã             | 1–0        | 0–1        | 3–2        | 1–0        | 0–0        | 1–0        | —          | 0–0        | 1–1        | 0–1        |
| Nova Russas          | 1–2        | 2–1        | 1–1        | 3–4        | 2–4        | 2–1        | 1–3        | —          | 1–3        | 0–0        |
| Tiradentes           | 4–2        | 1–0        | 3–0        | 3–1        | 3–0        | 2–3        | 1–1        | 6–0        | —          | 1–3        |
| Uniclinic            | 4–1        | 2–2        | 0–0        | 6–1        | 5–1        | 0–0        | 0–1        | 3–0        | 0–1        | —          |

### Desempenho por rodada
Clubes que lideraram o primeiro turno ao final de cada rodada:
| Rodadas | Rodadas | Rodadas | Rodadas | Rodadas | Rodadas | Rodadas | Rodadas | Rodadas | Rodadas | Rodadas | Rodadas | Rodadas | Rodadas | Rodadas | Rodadas | Rodadas | Rodadas |
| ------- | ------- | ------- | ------- | ------- | ------- | ------- | ------- | ------- | ------- | ------- | ------- | ------- | ------- | ------- | ------- | ------- | ------- |
| 1       | 2       | 3       | 4       | 5       | 6       | 7       | 8       | 9       | 10      | 11      | 12      | 13      | 14      | 15      | 16      | 17      | 18      |
| BAR     | TIR     | TIR     | TIR     | TIR     | TIR     | TIR     | TIR     | TIR     | TIR     | TIR     | UNI     | TIR     | TIR     | TIR     | UNI     | TIR     | UNI     |

Clubes que ficaram na última posição do primeiro turno ao final de cada rodada:
| Rodadas               | Rodadas | Rodadas | Rodadas | Rodadas | Rodadas | Rodadas | Rodadas | Rodadas | Rodadas | Rodadas | Rodadas | Rodadas | Rodadas | Rodadas | Rodadas | Rodadas | Rodadas |
| --------------------- | ------- | ------- | ------- | ------- | ------- | ------- | ------- | ------- | ------- | ------- | ------- | ------- | ------- | ------- | ------- | ------- | ------- |
| 1                     | 2       | 3       | 4       | 5       | 6       | 7       | 8       | 9       | 10      | 11      | 12      | 13      | 14      | 15      | 16      | 17      | 18      |
| AMÉRICA FOOTBALL CLUB |         |         |         |         |         |         |         |         |         |         |         |         |         |         |         |         |         |

## Final

### Primeira rodada
| 27 de julho | Tiradentes | 1 – 1 Pênaltis: 5 – 3 | Uniclinic | Presidente Vargas, Fortaleza |
| 16:00       |            |                       |           | Árbitro: CE                  |

## Premiação
| Campeonato Cearense Série B - 2015                  |
| Fortaleza                                           |
| --------------------------------------------------- |
| Associação Esportiva Tiradentes Campeão (2º título) |